# Bob Davies
Robert Edris "Bob" Davies (Harrisburg, Pensilvania, 15 de enero de 1920-Hilton Head Island, Carolina del Sur, 22 de abril de 1990) fue un jugador de baloncesto estadounidense que jugó 3 temporadas en la desaparecida NBL y otras 7 en la NBA, todas ellas en los Rochester Royals. Fue el creador del dribbling por la espalda, a pesar de que dicho honor se atribuye popularmente a Bob Cousy. Con 1,85 metros de altura, jugaba en las posiciones de base. Es miembro del Basketball Hall of Fame desde 1970.

## Trayectoria deportiva

### Universidad
Entró en la Universidad de Seton Hall en 1938 gracias a una beca para practicar béisbol, pero rápidamente el entrenador de baloncesto de los Pirates se fijó en él, y cambió el bate por el balón. Fue elegido All-American en 1942 y 1943. Conocido como el Houdini de Harrisbourg, llevó a Seton Hall a una racha de 43 victorias consecutivas entre 1939 y 1941. Su juego espectacular ayudó a juntar a la mayor multitud de gente para presenciar un partido universitario de la historia hasta ese momento, en marzo de 1941, en el Madison Square Garden de Nueva York, cuando 18.403 personas vieron la victoria de los Pirates ante la Universidad de Rhode Island en un partido de cuartos de final del National Invitation Tournament.
En sus tres temporadas como universitario promedió 11,3 puntos por partido. En 1943 se unió a la Armada de los Estados Unidos, participando en la Segunda Guerra Mundial.

### Profesional
Mientras duró la guerra, Davies jugó con los Great Lakes Naval Station, consiguiendo un balance de 34 victorias y 3 derrotas, y a tiempo parcial con los Brooklyn Indians de la American Basketball League en la temporada 1943-44 y con los New York Americans en la 1944-45. Al término del conflicto, fichó como profesional con los Rochester Royals, por aquel entonces en la liga NBL, ayudando a ganar el título en 1946 y siendo elegido MVP en la temporada siguiente.
En 1948 el equipo pasó a formar parte de la BAA, que el año siguiente se convertiría en la NBA. En sus cuatro primeras temporadas en la gran liga fue elegido en el mejor quinteto de la competición, jugando además el All-Star Game 4 años consecutivos, entre 1951 y 1954. En la temporada 1948-49 lideró la liga como mejor pasador, promediando 5,3 asistencias por partido.
En la década de los 50 se convirtió en la segunda mayor atracción de la liga tras George Mikan. Su mejor partido como profesional lo disputó el día de Navidad de 1949, cuando anotó 33 puntos y consiguió la canasta que les dio la victoria tras dos prórrogas ante New York Knicks.
En sus 10 temporadas como profesional, promedió 14,3 puntos y 4,9 asistencias por partido. En 1970 fue incluido en el Basketball Hall of Fame y en 1971 fue elegido en el Equipo del 25 aniversario de la NBA.
Se retiró como jugador profesional en 1955.

### Entrenador
Entrenó a su universidad, Seton Hall, mientas jugaba con los Royals, en la temporada 1946-47, consiguiendo 24 victorias y 3 derrotas. Tras retirarse como jugador entrenó al Gettysburg College durante dos temporadas, consiguiendo 28 victorias y 19 derrotas.

## Estadísticas de su carrera en la NBA
|  | Denota temporadas en las que ganó un campeonato de la NBA |
|  | Líder de la liga                                          |

### Temporada regular
| Año      | Equipo    | PJ  | MPP  | TC%  | TL%  | RPP | APP | PPP  |
| -------- | --------- | --- | ---- | ---- | ---- | --- | --- | ---- |
| 1948–49  | Rochester | 60  | –    | .364 | .776 | –   | 5.4 | 15.1 |
| 1949–50  | Rochester | 64  | –    | .357 | .752 | –   | 4.6 | 14.0 |
| 1950–51  | Rochester | 63  | –    | .372 | .795 | 3.1 | 4.6 | 15.2 |
| 1951–52  | Rochester | 65  | 36.8 | .383 | .776 | 2.9 | 6.0 | 16.2 |
| 1952–53  | Rochester | 66  | 33.6 | .385 | .753 | 3.0 | 4.2 | 15.6 |
| 1953–54  | Rochester | 72  | 29.7 | .371 | .718 | 2.7 | 4.5 | 12.3 |
| 1954–55  | Rochester | 72  | 26.0 | .415 | .751 | 2.8 | 4.9 | 12.1 |
| Total    | Total     | 462 | 31.3 | .378 | .759 | 2.9 | 4.9 | 14.3 |
| All-Star | All-Star  | 4   | 18.8 | .475 | .714 | 3.3 | 4.3 | 12.0 |

### Playoffs
| Año   | Equipo    | PJ | MPP  | TC%  | TL%  | RPP | APP | PPP  |
| ----- | --------- | -- | ---- | ---- | ---- | --- | --- | ---- |
| 1949  | Rochester | 4  | –    | .373 | .769 | –   | 3.3 | 12.0 |
| 1950  | Rochester | 2  | –    | .235 | .875 | –   | 4.5 | 7.5  |
| 1951  | Rochester | 14 | –    | .338 | .800 | 3.1 | 5.4 | 15.9 |
| 1952  | Rochester | 6  | 38.8 | .402 | .818 | 2.2 | 4.7 | 19.8 |
| 1953  | Rochester | 3  | 30.3 | .207 | .700 | 1.3 | 4.7 | 8.7  |
| 1954  | Rochester | 6  | 28.7 | .327 | .739 | 2.0 | 2.3 | 8.5  |
| 1955  | Rochester | 3  | 25.0 | .333 | .750 | 2.0 | 3.0 | 8.3  |
| Total | Total     | 38 | 31.7 | .341 | .788 | 2.4 | 4.3 | 13.3 |

## Vida personal
Davies falleció víctima de un cáncer en un hospital de Hilton Head, el 22 de abril de 1990. Tenía 70 años, y dejó mujer, tres hijos y cuatro nietos.
Una famosa historia dice que un sacerdote de Seton Hall falleció de un ataque al corazón tras ver un movimiento de Davies en la cancha.[cita requerida] Años más tarde, jugando ya con los Royals en la NBA, su entrenador Les Harrison le ordenó que no hiciera más su dribbling por la espalda, porque consideraba que humillaba a sus contrarios. A regañadientes, Davies aceptó.